# حيدر أباد (اسماعيلي كرمان)
حیدر أباد (بالفارسية: حیدرآباد) هي قرية تقع في إيران في منطقة إسماعيلي. يقدر عدد سكانها بـ 490 نسمة بحسب إحصاء 2016.